# Шарпан (скит)
Шарпан — один из нижегородских старообрядческих скитов, находившихся на реке Керженец. Основан в 1657 году первыми керженецкими староверами, пришедшими из смоленского Бизюкова монастыря.

## Старый (Пустой) Шарпан
По старообрядческой легенде, скит был основан соловецким иноком Арсением, которого привела в Керженский лес икона Казанской Божией матери, остановившиеся на месте будущего скита, а глас Богородицы повелел основать обитель, в которой вместе с иконой будет процветать древнее благочестие.
Шарпанский скит стал центром керженецкого поповства. Перед «Питиримовым разорением» в скиту проживало до 2000 человек. К 1737 году после гонений Питирима на староверов Шарпан остался единственным частично сохранившимся скитом на Керженце и в Чернораменье.
После указа Петра III от 29 января 1762 года «О веротерпимости или о равенстве вероисповеданий», прекратившего преследования старообрядцев за веру, Шарпанский скит вновь наполнился жителями, их количество достигало 5000 человек. В скиту была одна обитель.
Закрытие Шарпанского скита было произведено в 1849 году — чиновник особых поручений П. И. Мельников вывез из скита почитавшуюся чудотворной икону Казанской Божией Матери. По мнению старообрядцев, так сбылось пророчество, связанное с историей основания Шарпана. В 1852 году была закрыта и уничтожена Шарпанская моленная, а после 1853 года в скиту проживало не более 3-4 человек.

### Современное состояние
От скита остались два кладбища с почитаемыми староверами могилами. Среди них известно захоронение схимницы Прасковьи («царицына могила») в окружении 12 безымянных могил. Староверы считают эту Прасковью царевной Софьей, якобы бежавшей из Новодевичьего монастыря с 12 стрельцами.

## Новый Шарпан
Основан в 1860-е годы после разорения Старого Шарпана. Скит являлся женским и образовался вокруг могилы матери Февронии, почитавшейся святой. Первое документальное упоминание о захоронении Февронии относится к 1732 году, оно называется «полянка старицы Февронии Шарпанской». Считалось, что её могила в первый день Пасхи источает целебную воду, которая стоит в могиле до Вознесения. В 1911 году в скиту была построена каменная часовня, от которой сохранилась лишь медная плита с надписью. К 1917 году в скиту проживала лишь одна схимница — мать Дорофея. Скит был закрыт в 1928 году, последней игуменьей в нём была мать Меропея.
Свои воспоминания о посещении Нового Шарпана в 1911 году оставил наставник Спасова согласия Д. Н. Уткин:

И отселе пойде и достигохомъ малаго Шарпана и ту поклонились матире инокине схимнице Февронии. И ту у ея въ гробнице провели нощь за чтениемъ псалтыря. И ту совершается чюдо, по молитве поклонниковъ исходит от сердца м(а)т(е)ри Февронии вода, которую берутъ на исцеление болезней душевныхъ и телесныхъ. Но мы не получили сего дара. По приходу нашего земля была суха, а по отхождении сотворилась сырая, такъ что наклавши въ платокъ и пожавши потекла вода. Этот опытъ былъ для миня важный, потому что сия м(а)ть Феврония, подвизавшаяся для б(о)га после Никона патриарха.
— Автобиография Д. Н. Уткина

### Современное состояние
В настоящее время от скита сохранились останки женского кладбища, с сохранившейся могилой матери Февронии, почитаемой староверами и в наши дни. Новый Шарпан является местом паломничества местных и приезжих староверов в день иконы Казанской Богородицы и на Пасху.